# Kolonica
Kolonica est un village de Slovaquie situé dans la région de Prešov.

## Histoire
Première mention écrite du village en 1567.

## Geographie
Kolonica se trouve à environ 80 km à l'est de Košice, à une altitude de 360 mètres et couvre une superficie de 27,181 km².

## Démographie

### Évolution de la population
| Année:               | 1994. | 2004.   | 2014.   | 2024.    |
| -------------------- | ----- | ------- | ------- | -------- |
| Nombre de personnes: | 596   | 593     | 585     | 526      |
| Différence:          |       | -0,50 % | -1,34 % | -10,08 % |

| Année:               | 2023. | 2024.   |
| -------------------- | ----- | ------- |
| Nombre de personnes: | 515   | 526     |
| Différence:          |       | +2,13 % |